# Grzegorz Maśnik
Grzegorz Maśnik (ur. 8 grudnia 1967 w Stargardzie Szczecińskim) – polski piłkarz, bramkarz; zdobywca brązowego medalu na 4. Mistrzostwach Europy U18 w ZSRR w 1984.
W swojej karierze był zawodnikiem klubów:
- Błękitni Stargard
- Stal Stocznia Szczecin
- Wisła Kraków
- FSV Rot-Weiß Prenzlau